# Ітуютаба (мікрорегіон)

Ітуютаба на карті штату Мінас-Жерайс

Ітуютаба (порт. Microrregião de Ituiutaba) — мікрорегіон у Бразилії, входить до штату Мінас-Жерайс. Складова частина мезорегіону Тріангулу-Мінейру-і-Алту-Паранаїба. Населення становить 135 147 чоловік на 2006 рік. Займає площу 8728,063 км². Густота населення — 15,5 чол./км².

## Склад мікрорегіону
До складу мікрорегіону включені такі муніципалітети:
1. Кашуейра-Дорада
2. Капінополіс
3. Гуріньятан
4. Іпіасу
5. Ітіютаба
6. Санта-Віторія

| Бразилія | Це незавершена стаття з географії Бразилії. Ви можете допомогти проєкту, виправивши або дописавши її. |